# Fred Musobo
Fred Musobo, né le 12 août 1996, est un coureur de fond ougandais. Il a remporté le titre de champion du monde de course en montagne 2015.

## Biographie
Il prend part aux championnats du monde de cross-country 2015 peu après avoir été violemment battu chez lui pour des histoires de terrain. Malgré ses blessures, il court et termine neuvième de la course junior. Il part ensuite en Italie pour se soigner et s'entraîne avec Giuseppe Gambrone. Lors des championnats du monde de course en montagne le 19 septembre à Betws-y-Coed, les pronostics parient sur son compatriote et champion en titre Isaac Kiprop. Ce dernier effectue une course décevante et termine 20e. Fred remporte aisément la victoire, offrant un doublé à son pays avec la victoire féminine de Stella Chesang. Le 19 octobre, il prend le départ de la course de Šmarna Gora. Il fait honneur à son titre de champion du monde en dominant la course devant l'un des favoris, l'Italien Alex Baldaccini.
Aux championnats du monde de course en montagne 2017, il termine troisième derrière ses compatriotes Victor Kiplangat et Joel Ayeko, décrochant ainsi la médaille d'or par équipes.
Il court son premier marathon en 2018 à Milan et termine quatrième en 2 h 13 min 50 s. Il améliore son record personnel à Séoul, puis à Daegu en 2019 où il termine troisième en 2 h 6 min 56 s.
Le 5 octobre 2019, il prend part au marathon des championnats du monde d'athlétisme à Doha. Sous une chaleur écrasante, il se classe meilleur Ougandais en treizième position malgré une première partie de course dans le top 10.
Le 7 mars 2021, il remporte le semi-marathon de la source du Nil à Jinja. L'épreuve comptant comme championnats d'Ouganda de la discipline, il remporte le titre. Sélectionné pour le marathon des Jeux olympiques à Sapporo, il y termine à une décevante 44e place en 2 h 18 min 39 s.

## Palmarès

### Route
| Année | Compétition                             | Lieu           | Place | Épreuve          | Performance     |
| ----- | --------------------------------------- | -------------- | ----- | ---------------- | --------------- |
| 2015  | Amatrice-Configno                       | Configno       | 4e    | Course populaire | 24 min 35 s     |
| 2017  | Corrida di San Geminiano                | Modène         | 2e    | Course populaire | 38 min 43 s     |
| 2018  | Championnats du monde de semi-marathon  | Valence        | 20e   | Semi-marathon    | 1 h 1 min 38 s  |
| 2018  | Marathon de Milan                       | Milan          | 4e    | Marathon         | 2 h 13 min 50 s |
| 2018  | Semi-marathon de Bogota                 | Bogota         | 4e    | Semi-marathon    | 1 h 5 min 25 s  |
| 2018  | Semi-marathon de Cardiff                | Cardiff        | 2e    | Semi-marathon    | 1 h 1 min 8 s   |
| 2018  | Marathon de Séoul                       | Séoul          | 5e    | Marathon         | 2 h 9 min 4 s   |
| 2019  | Marathon de Daegu                       | Daegu          | 3e    | Marathon         | 2 h 6 min 56 s  |
| 2019  | Semi-marathon de Rio de Janeiro         | Rio de Janeiro | 2e    | Semi-marathon    | 1 h 3 min 15 s  |
| 2019  | Championnats du monde d'athlétisme      | Doha           | 13e   | Marathon         | 2 h 13 min 42 s |
| 2019  | Marathon de Kampala                     | Kampala        | 2e    | Marathon         | 2 h 15 min 23 s |
| 2021  | Championnats d'Ouganda de semi-marathon | Jinja          | 1er   | Semi-marathon    | 1 h 3 min 14 s  |
| 2021  | Jeux olympiques d'été                   | Sapporo        | 43e   | Marathon         | 2 h 18 min 39 s |
| 2022  | Route du Louvre                         | Lens           | 2e    | Marathon         | 2 h 12 min 10 s |

### Course en montagne
| no  | masculin           | Course                                      | Longueur | Départ            | Temps       |
| --- | ------------------ | ------------------------------------------- | -------- | ----------------- | ----------- |
| 1re | Médaille d'or      | Championnats du monde de course en montagne | 13 km    | 19 septembre 2015 | 49 min 0 s  |
| 1re | Médaille d'or      | Course de Šmarna Gora                       | 10 km    | 19 octobre 2015   | 42 min 45 s |
| 1re | Médaille d'or      | Scalata dello Zucco                         | 13 km    | 10 juillet 2016   | 59 min 50 s |
| 3e  | Médaille de bronze | Championnats du monde de course en montagne | 13 km    | 30 septembre 2017 | 53 min 57 s |

## Records
| Épreuve       | Performance    | Date             | Lieu              |
| ------------- | -------------- | ---------------- | ----------------- |
| 5 000 mètres  | 13 min 43 s 83 | 23 mai 2015      | Oordegem          |
| 10 000 mètres | 29 min 10 s 56 | 22 avril 2017    | Marina di Carrara |
| 10 kilomètres | 28 min 57 s    | 31 décembre 2015 | Rome              |
| 15 kilomètres | 46 min 45 s    | 13 novembre 2016 | Istanbul          |
| Semi-marathon | 1 h 1 min 8 s  | 7 octobre 2018   | Cardiff           |
| Marathon      | 2 h 6 min 56 s | 7 avril 2019     | Daegu             |